# Зенітний телескоп

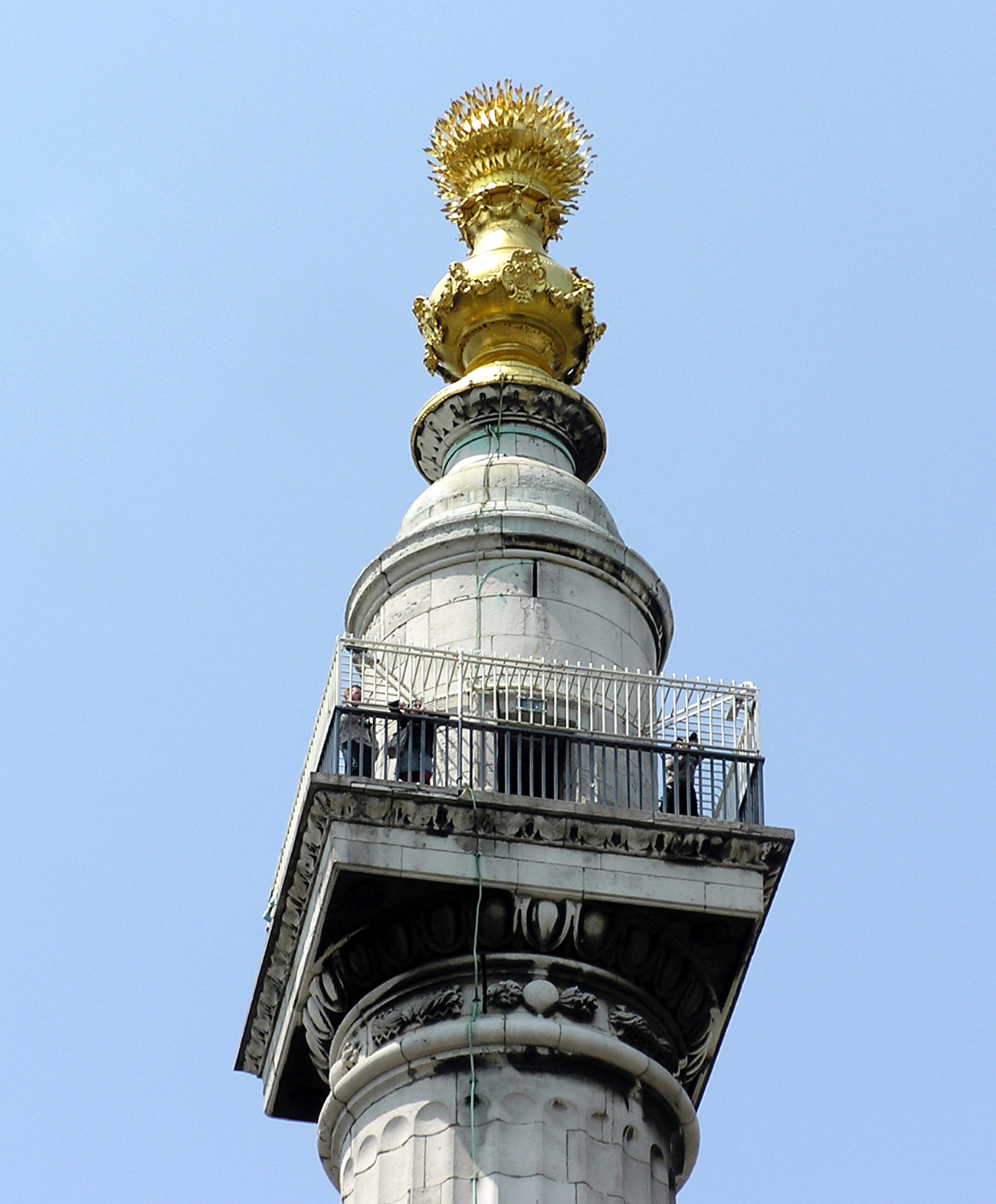
Одна з реалізацій зенітного телескопа — Монумент у пам'ять про Велику лондонську пожежу. Вигляд оглядового майданчика.

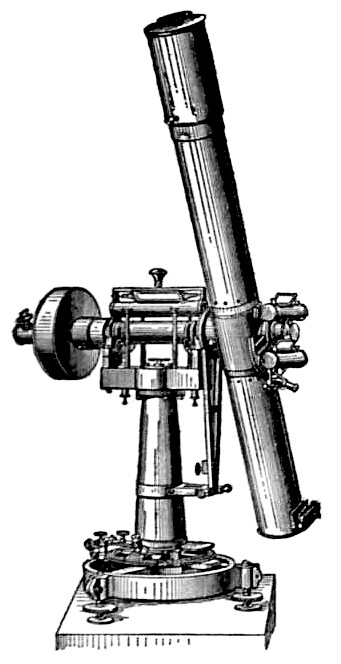
Портативний зенітний телескоп

Зені́тний телеско́п — телескоп, оптимізований для спостереження об'єктів на відносно малому відхиленні від зеніту. Використовують під час вимірювання астрономічної широти. Такого роду телескопи, як правило, портативні, але це необов'язково; прикладом великого, непортативного зенітного телескопа є Монумент у пам'ять про Велику лондонську пожежу.
Завдяки високій точності зенітні телескопи використовували для відстеження точного положення Північного полюса Землі і, відповідно, положення осі обертання Землі, аж до початку 1980-х, коли їх замінено радіоастрономічними змінами квазарів, які визначали вісь обертання Землі на кілька порядків точніше.
Прикладом сучасних телескопів такого роду є Великий зенітний телескоп (англ. Large Zenith Telescope, LZT).